# بريت سوتون
بريت سوتون (بالإنجليزية: Brett Sutton)‏ هو مدرب سباق ثلاثي ‏ أسترالي، ولد في 1960.

## وصلات خارجية
- الموقع الرسمي